# Elezione del Presidente della Camera del 1987
L'elezione del presidente della Camera del 1987 per la X legislatura della Repubblica Italiana si è svolta il 2 luglio 1987.
Il presidente della Camera uscente è Leonilde Iotti. Presidente provvisorio è Aldo Aniasi.
Presidente della Camera dei deputati, eletta al I scrutinio, è Nilde Iotti.

## L'elezione

### Preferenze per Leonilde Iotti
| Scrutinio | Voti | Percentuale |
| --------- | ---- | ----------- |
| I         | 451  | 72.5%       |

## 2 luglio 1987

### I scrutinio
Per la nomina è richiesta una maggioranza pari a due terzi dei deputati.
| Dati votazione | Dati votazione |   | Nome                  | Nome | Voti |
| -------------- | -------------- | - | --------------------- | ---- | ---- |
| Presenti       | 622            |   | Nilde Iotti           | 451  |      |
| Votanti        | 622            |   | Marco Pannella        | 51   |      |
| Astenuti       | 0              |   | Laura Conti           | 20   |      |
| Maggioranza    | 420            |   | Rosa Filippini        | 9    |      |
|                |                |   | Bianca Guidetti Serra | 8    |      |
|                | Voti dispersi  | 8 |                       |      |      |
| Schede bianche | 72             |   |                       |      |      |
| Schede nulle   | 3              |   |                       |      |      |

Risulta eletta: Nilde Iotti (PCI)